# Images (Badings)
Images is een compositie voor fanfareorkest van Henk Badings. Badings kreeg de opdracht van het Fonds voor de Scheppende Toonkunst op instigatie van de Stichting Overkoepeling Nederlandse Muziekorganisaties (SONMO). De première van de compositie werd verzorgd op 29 januari 1984 door de Fanfare St. Joseph uit Meers onder leiding van Alex Schillings tijdens de landskampioenschappen van de Federatie van Katholieke Muziekbonden in Nederland te Someren.